# Emanuel Svendsen
Anton Emanuel Theodor Svendsen (28. juli 1864 i Nyboder – 19. januar 1951 på Bispebjerg Hospital) var en dansk fagforeningsmand og kommunalpolitiker, der fra 1926 til 1937 var formand for Københavns Borgerrepræsentation, valgt for Socialdemokratiet.
Svendsen blev udlært bødkersvend i 1883 og engagerede sig hurtigt i Bødkerforeningen af 1873 som følge af en langvarig lockout, der betød trange kår for faget. Han blev i 1887 bestyrelsesmedlem, i 1889 næstformand og kasserer. Fra 1891 til 1918 var han fagforbundets formand, og var desuden medstifter af Bødkerforbundet i 1890, hvor han sad i ledelsen frem til 1925. I 1897 blev han kasserer i De samvirkende fagforeninger, det senere Arbejdernes Fællesorganisation, og da De Samvirkende Fagforbund blev oprettet i 1898 blev han hovedkasserer. I 1902 var han med til at grundlægge arbejderbryggeriet Stjernen, og kom i 1911 ind i ledelsen af Arbejdernes Fællesbageri, hvor han sad i forretningsudvalget frem til 1945. Han var fra oprettelsen i 1919 bestyrelsesmedlem i Arbejdernes Landsbank og fra 1926 til 1946 formand for bankrådet. Fra 1923 til 1944 var han leder af Stjernen, der i de år blev Danmarks tredjestørste bryggeri.
I 1917 blev han indvalgt i Københavns Borgerrepræsentation for Socialdemokratiet og blev straks medlem af budgetudvalget, som han var formand for 1925-1926. Senere blev han formand for Borgerrepræsentationen indtil han efter eget valg udtrådte i 1937.
Han er begravet på Bispebjerg Kirkegård.